# Freycinetia klossii
Freycinetia klossii är en enhjärtbladig växtart som beskrevs av Henry Nicholas Ridley. Freycinetia klossii ingår i släktet Freycinetia och familjen Pandanaceae. Inga underarter finns listade.